# Intel 4040
L'Intel 4040 è un microprocessore prodotto da Intel a partire dal 1974. In particolare è un microprocessore monolitico rilasciato come successore dell'Intel 4004. Lo sviluppo dell'Intel 4040 è stato proposto da Federico Faggin che ne ha formulato l'architettura e ha diretto Tom Innes nella realizzazione del progetto.

## Nuove caratteristiche
- Supporto per gli interrupt;

Architettura del processore

- Modalità single step per l'esecuzione di una singola istruzione alla volta.

## Estensioni
Rispetto al 4004, il 4040 ha:
- set di istruzioni esteso con 14 nuovi comandi, per un totale di 60 istruzioni;
- memoria per il codice espansa a 8 KB, il doppio del 4004;
- 24 registri indice, 8 in più del 4004;
- stack per le subroutine con 7 livelli per l'annidamento, contro i 3 del 4004.

## Nuovi chip di supporto
- 4201 - Generatore di clock da 500 kHz a 740 kHz usando cristalli da 4 a 5.185 MHz;
- 4308 - ROM da 1 KB;
- 4207 - Porta di output a 8 bit;
- 4209 - Porta di input a 8 bit;
- 4211 - Porta di I/O a 8 bit;
- 4289 - Interfaccia standard per la memoria (sostituisce il 4008 e il 4009);
- 4702 - EPROM da 256 byte;
- 4316 - ROM da 2 KB;
- 4101 - RAM contenente 256 word da 4 bit;
- 4002 - RAM di 40 byte (80 word dati a 4 bit), e una porta di output da 4 bit.